# 昌昌
昌昌（Chan Chan）是位於秘魯北部省份拉利伯塔德大區的一個考古遺址，在特魯希略西方5公里。昌昌為奇穆王國的首都，於850年至1470年間逐漸建成，15世紀時被印加帝國所毀滅，它是前哥倫布時期南美洲最大的城市，覆蓋的面積約有20平方公里，估計整座城市可以容納30,000人。
城市由十個設有護城牆的城堡組成，這些城堡用作禮儀、葬禮、廟宇、貯水及居住用途。
昌昌於1986年被联合国教科文组织列為世界遺產，登录名称为昌昌城考古地区。

## 词源
杰出的语言学家罗道夫·塞龙-帕洛米诺博士（Ph.D. Rodolfo Cerrón-Palomino）提出了一个基于克丘马语的地名词源解释。根据他的假设，<Chanchan>这一形式以及其变体<Cauchan>和<Canda>，都可以从克丘亚语词根 *kanĉa（意为“围栏、栅栏、围起来的地方”）和一个来源可能为艾马拉语的克丘马语地名构词语素 *-n 来解释。因此，如今的发音是“拼写陷阱”的产物，因为最初使用字母组合<ch>是为了表示词首的软腭塞音 /k/。原始地名应为 *kanĉa-n(i)，意为“围栏众多的地方”，其克丘亚化后的语音形式为 /kantʃáŋ/，拼写为<Chanchán>。

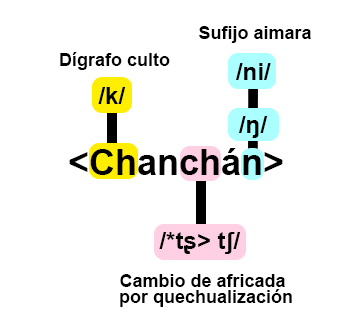
根据罗道夫·塞龙-帕洛米诺的词源学分析，“Chanchán”的语音重构为 /kantʃáŋ/。
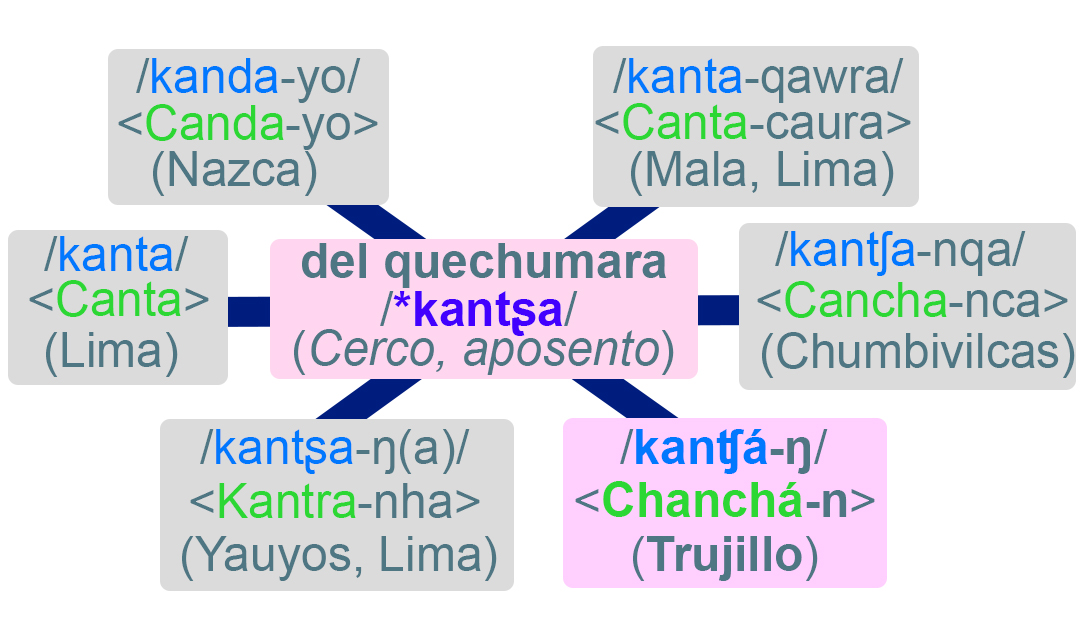
地名“Chanchán”被展示为与其他具有相同克丘马语词根 /*kantʂa/ 的地名相关联。

## 特点
昌昌作为奇穆王国的首都，于15世纪达到历史上最为辉煌的时期，该城市的规划在当时的拉丁美洲是最大的，城市分成城堡或宫殿等9个部分，每个部分都各自独立。之后印加帝国将其吞灭。

## 登录基准
该世界遗产被认为满足世界遺產登錄基準中的以下基準而予以登錄：
- （i）表现人类创造力的经典之作。
- （iii）呈现有关现存或者已经消失的文化传统、文明的独特或稀有之证据。

约公元700年以来，奇穆人形成了自己的文明，建立了自己的帝国，统治着秘鲁北部，直到1476年才为印加人所灭。他们的首都是钱昌，占地超过15平方千米。在市中心有10所王家的复合式建筑。建造这些建筑所用的时间加起来有250多年。每一所复合式建筑都曾经属于一位奇穆国王。当一位国王死后，他的居所就被密封起来，变成他的陵墓。建筑工人再为下一位国王建造一所新的这种复合式建筑。每一座复合式建筑的入口都有一个巨大的庭院，后面是王室的房间、库房和小庭院。国王的墓台平稳地置于其中，四周围绕着许多房间，房间里摆放着给国王带往冥府的珍宝。

## 外部連結
- 联合国教科文组织网站 （页面存档备份，存于）
- 历史频道教室：昌昌

1. ↑  Cerrón-Palomino, Rodolfo. . Letras (Lima). 2024-12-27, 95 (142): 101–117. ISSN 2071-5072. doi:10.30920/letras.95.142.8 （西班牙语）.